# Grkomani
Grkomani (grč.Γραικομάνοι) je pojam koji se upotrebljava u Bugarskoj, Sjevernoj Makedoniji, Rumunjskoj i Albaniji i se odnosi na stanovnici čiji materinski jezik nije grčki, ali imaju grčku nacionalnu svijest. Pojam podrazumijeva ne-grčko podrijetlo.
Još jedno značenje pojma je fanatičan grčki. Grkomani se smatraju Grcima u Grčkoj, ali kao heleniziranim manjinama u susjednim zemljama.